# Triglochin rheophila
Triglochin rheophila är en sältingväxtart som beskrevs av Aston. Triglochin rheophila ingår i släktet sältingar, och familjen sältingväxter. Inga underarter finns listade.